# Гвоздёвка (Воронежская область)
Гвоздёвка — село в Рамонском районе Воронежской области.
Входит в состав Русско-Гвоздёвского сельского поселения.

## География
Расположено близ реки Дон севернее села Русская Гвоздёвка. Сообщение между селами осуществляется по дороге регионального значения «Обход город Воронеж — Гвоздёвка» с заездом в село по улице Дзержинского.

### Улицы
- ул. Гагарина
- ул. Горького
- ул. Дзержинского
- ул. Никитина
- ул. Садовая
- ул. Спортивная

## История
В 1966 году указом президиума ВС РСФСР село Панская Гвоздевка переименовано в Гвоздёвка.

## Население
| 1859 | 1897  | 2010 |
| ---- | ----- | ---- |
| 695  | ↗1075 | ↘103 |